# 下坂地水利枢纽

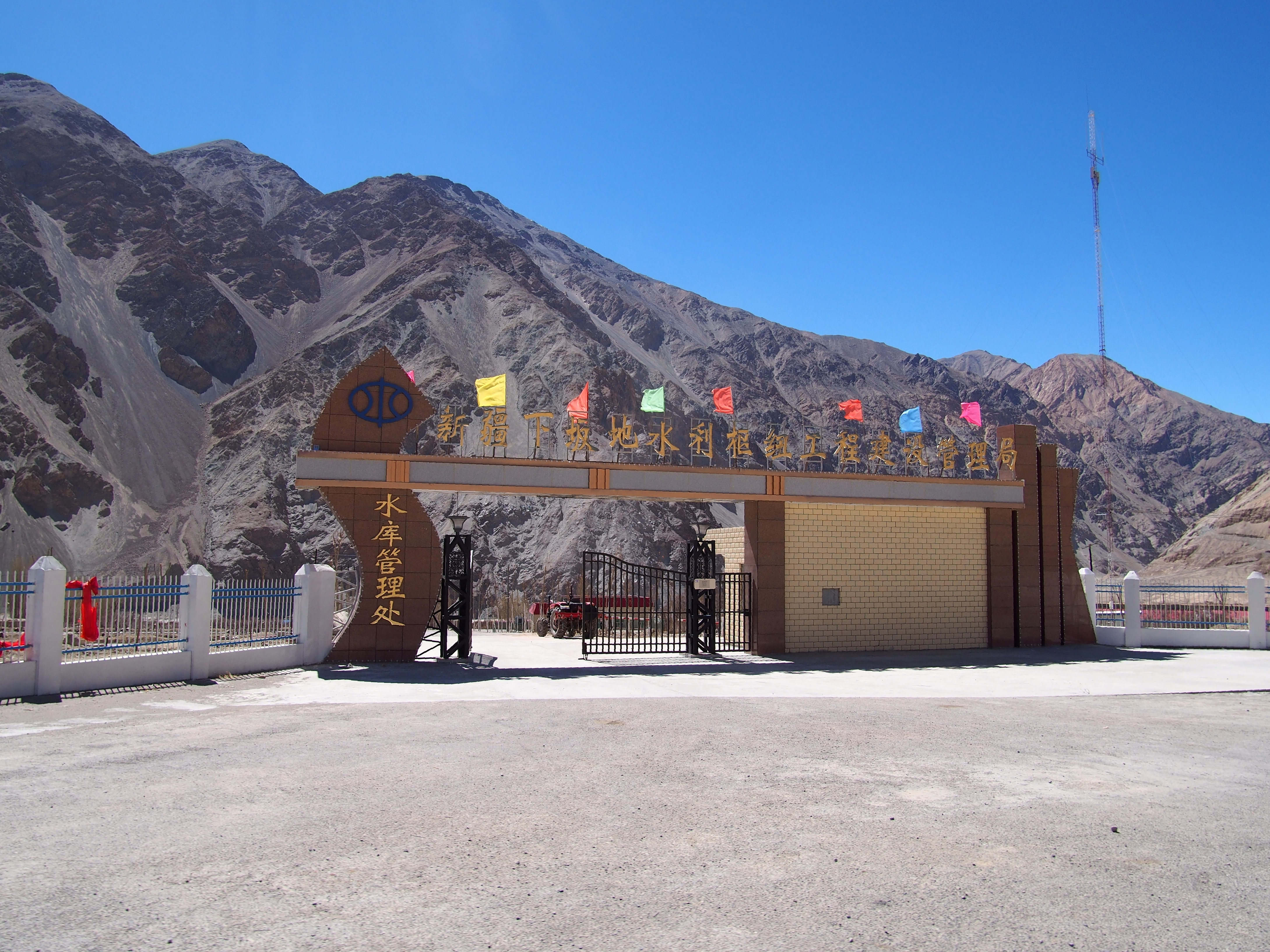
下坂地水利枢纽管理局

下坂地水利枢纽位于中国新疆喀什地区塔什库尔干塔吉克自治县班迪尔乡境内的塔里木河源流叶尔羌河主要支流之一的塔什库尔干河中游，是塔什库尔干河规划中的龙头水库，下游还有六个引水式电站。坝址向西经35km长的库区公路至314国道。坝址海拔2900米。业主为隶属于塔里木河流域管理局的新疆下坂地水利枢纽工程建设管理局，由新疆维吾尔自治区人民政府于2003年7月批准成立，负责工程建设、运行和管理。

## 数据
主要功能是防洪、年度调节生态供水、发电。为综合性大（2）型Ⅱ等工程。水库正常蓄水位为2960m，水库死水位为2915m，设计洪水位为2963.2 m，校核洪水位2964.6 m。总库容8.67亿m3，调节库容6.93亿m3。坝址断面多年平均径流量为34.6m3/s，多年平均径流量10.88 亿m3。总装机3X50MW，年发电46440万千瓦时。
枢纽建筑物设防地震烈度8.5度，可抵御百年一遇洪水，包括四部分：
- 拦河坝（碾压式沥青混凝土心墙砂砾石坝，长406m，坝顶高程2966.00m，开挖底高程2875.00m，最大坝高78m，坝顶宽10m，坝底最大宽424m，大坝上游坡比1：2.35，下游坡比1：2.15。坝址冰碛砂砾石大孤石覆盖层厚150米，垂直防渗处理）
- 右岸导流洞/泄洪洞（长1425.85米，高7米，宽8.5米）
- 左岸引水发电洞（长4637米，洞径5.6m，设计最大流量90m3/s）
- 左岸地下发电厂房

水库建成后替代叶尔羌河下游16座废弃的平原水库蓄水，多年平均替代平原水库蓄水减少的蒸发渗漏损失为2.33亿m3；减少、改变剩余的24 座平原水库的蓄水时间，多年平均替代平原水库蓄水减少的蒸发渗漏及河道损失为4.17 亿m3。

## 历史
由陕西水利水电勘测设计研究院负责设计。2005年初开工建设。2005年12月国家发改委批准立项。工程总投资193802.82 万元。2007年9月26日截流。2009年10月第一台机组发电。2010年1月下闸蓄水。